# Full bloom
『full bloom』（フル ブルーム）は、藤原さくらの1stインディーズアルバムである。2014年3月5日にMoMotown Recordsからリリースされた。

## 概要
藤原が高校三年生の時にインディーズにて制作・発表された。レーベルはSPACE SHOWER MUSICのMoMotown Records。インディーズ時代の集大成的なアルバムである。高校生時代にカフェやライブ会場などで手売りしていたミニアルバム『bloom 1』『bloom 2』『bloom 3』の中から各3曲ずつセレクトされ、新曲も3曲収録されている。全楽曲の作詞作曲を藤原さくら、全楽曲の編曲を池窪浩一が担当している。

## 収録曲
| 全作詞・作曲: 藤原さくら、全編曲: 池窪浩一。 |                  |            |            |      |
| #                                            | タイトル         | 作詞       | 作曲・編曲 | 時間 |
| 1.                                           | 「passing time」 | 藤原さくら | 藤原さくら | 3:38 |
| 2.                                           | 「Ellie」        | 藤原さくら | 藤原さくら | 3:50 |
| 3.                                           | 「綺麗な夜」     | 藤原さくら | 藤原さくら | 4:20 |
| 4.                                           | 「嘘つき」       | 藤原さくら | 藤原さくら | 3:02 |
| 5.                                           | 「流れ」         | 藤原さくら | 藤原さくら | 3:32 |
| 6.                                           | 「お月さま」     | 藤原さくら | 藤原さくら | 4:47 |
| 7.                                           | 「Station」      | 藤原さくら | 藤原さくら | 3:52 |
| 8.                                           | 「良いよ」       | 藤原さくら | 藤原さくら | 4:39 |
| 9.                                           | 「ラタムニカ」   | 藤原さくら | 藤原さくら | 3:13 |
| 10.                                          | 「愛の街」       | 藤原さくら | 藤原さくら | 3:42 |
| 11.                                          | 「Lucky Boy」    | 藤原さくら | 藤原さくら | 4:06 |
| 12.                                          | 「Goodbye」      | 藤原さくら | 藤原さくら | 4:10 |
| 合計時間:                                    | 合計時間:        | 46:51      |            |      |

### 楽曲解説
1. Ellie
『bloom 2』収録曲。
全英詞。
2ndシングル『Someday/春の歌』に、2016年11月24日にEX THEATER ROPPONGIで開催された『ワンマンツアー2016「good morning」〜second verse〜』でのライブ音源が収録された[3]。
2. 綺麗な夜
『bloom 2』収録曲。
3. 嘘つき
『bloom 2』収録曲。
4. Station
『bloom』収録曲。
5. 良いよ
6. ラタムニカ
『bloom 3』収録曲。
タイトルの「ラタムニカ」は、藤原による造語。高校生時代の友達の父親との関係性をモチーフに作った曲[4]。藤原によると、「感情が高ぶってる時に衝動的に書いていった30分足らずでできたような曲」[2]。
7. Lucky boy
『bloom』収録曲。
8. Goodbye
『bloom 3』収録曲。
藤原が地元である福岡を去ることを想定して書いた楽曲[5]。曲について藤原は、「上京ソングだから福岡での最後のライブで、歌いながら号泣した。」「エフエム福岡でパワープレイとして流してもらっていて大切な曲」とコメントしている[6]。